# Henk Holman

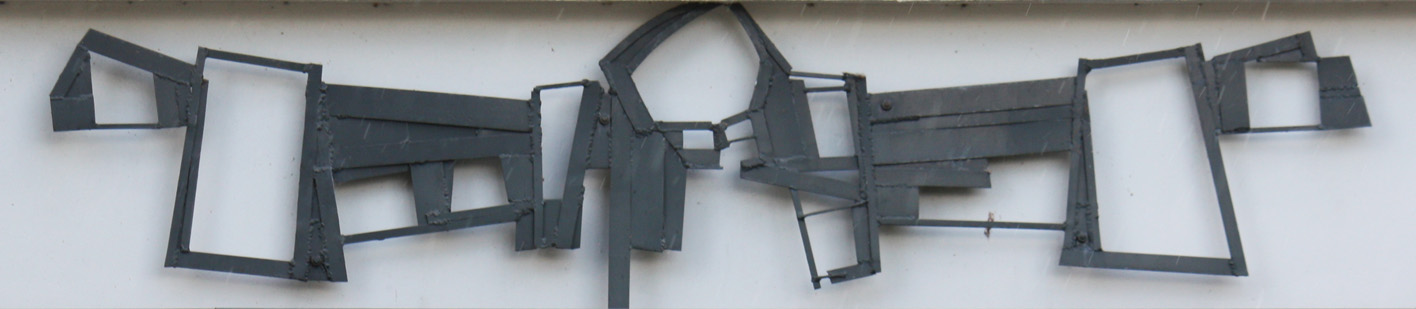
Mensfiguur, Groningen

Henk Holman (Grootegast, 1943) is een Nederlands beeldhouwer, keramist en schilder.

## Leven en werk
Holman was een zoon van de keramist Derk Holman (1916-1982) en Annie Faber (1916-2002). Hij werd opgeleid aan de Academie Minerva in de stad Groningen (1966-1970). Holman maakt vrijstaande sculpturen en wandplastieken in hout, polyester en staal, zijn werk is gestileerd figuratief. Hij exposeerde onder meer siersmeedwerk in de Kienstobbe in Hooghalen (1970, 1971, 1972) en keramische vazen, schalen en kubistische figuren in de molen Adam in Delfzijl (1976) met Kees Beijlsmit, Henk Dil en Mia Vullinghs-Koch. 

## Enkele werken
- 1967: zonder titel (mensfiguur), P.C. Hooftlaan, Groningen.
- 1968: zonder titel, gevelplastiek bij Obs de Weiert aan de Nijkampenweg in Odoorn
- 1970: kinderen in school, wandreliëf in Koekange
- 1971: touwspringend kind, bij Cbs Op de Zandtange, Zandtangerweg, Mussel

- RKD-Nederlands Instituut voor Kunstgeschiedenis: 39227